# برداشت اعضای بدن
برداشت اعضای بدن یا جداسازی اعضای بدن، (به انگلیسی: Organ Harvesting) برداشت اندام حیاتی بدن از انسان‌های زنده است که چندین سال است در چین  به‌طور مخفیانه و غیرقانونی صورت می‌گیرد. عمده قربانیان برداشت اعضا، تمرین‌کنندگان روش معنوی فالون دافا (فالون گونگ) بوده‌اند. بخشی دیگر از قربانیان را مسلمانان اویغور، ساکنان تبت و زندانیان عقیدتی تشکیل می‌دهند..
بسیاری از غربی‌های نیازمند برای دریافت اعضای بدن به چین می‌روند و می‌توانند در عضو مورد نظر را که شامل قلب کلیه کبد، قرنیه، بندپی می‌شود در زمانی کوتاه دریافت کنند. در چین، سرعتِ یافتن عضو گاهی کمتر از یک هفته است و این نشان می‌دهد افرادی هستند که از پیش برای این کار گزینش شده‌اند. این در حالی است که زمان انتظار در کشورهای دیگر چندین ماه یا حتی چند سال است. فروش عضو برای بیمارستان‌های دولتی و نظامی منبعی هنگفت درآمد بوده‌است. بیمارستان پلیس پکن علناً اعلام کرده بود که «مرکز پیوند عضو، اصلی ترین واحد کسب درآمد ما است و درآمد خالص سالانة آن، توان عبور از ۳۰ میلیون یوآن را دارد.»
در چین برداشت اعضای زندانیان محکوم به اعدام به صورت قانونی و علنی انجام می‌شود در حالی که قربانیان دیگر از جمله تمرین کنندگان فالون گونگ را ابتدا در اردوگاه‌های کار اجباری نگه می‌دارند و پس از برداشت اعضای بدنشان در طی عمل جراحی بلافاصله جسد هایشان سوزانده می‌شود. مقامات حزب کمونیست با جراحان، مسئولان زندان‌ها و مقامات ارتش همکاری دارند.
با آن که کشورهای مدافع حقوق بشر همواره چین را برای توقف علنی و قانونی برداشت اعضا از زندانیان محکوم به اعدام تحت فشار قرار می‌دهد، «وانگ هیبو» سخن‌گوی غیررسمی سیاست‌های پیوند اعضا در چین، در فروردین ۱۳۹۳ در مصاحبه‌ای با یک روزنامه آلمانی اعلام کرد که چین هیچ قصدی در توقف استفاده از اعضای بدن زندانیان محکوم به اعدام ندارد.

## تحقیقات انجام شده و آمار قربانیان
بر طبق تحقیقات و مدارک دست کم ۶۵ هزار تمرین‌کننده روش معنوی فالون گونگ، قربانی تجارت اعضای بدن در چین شده‌اند.
دیوید ماتاس وکیل حقوق بشر کانادایی به‌همراه دیوید کیلگور حقوقدان کانادایی، پژوهشی گسترده و دقیق از برداشت اعضای بدن توسط دولت چین انجام داده‌اند. نتیجه این تحقیقات کتابی به نام «محصول خونین» است که شامل ۵۲ مدرک معتبر است. این گزارش نشان می‌دهد حزب کمونیست از سال ۱۹۹۹، از طریق سرقت اعضای حیاتی بدن، تعداد بسیار زیاد و نامعلومی از تمرین کننده‌های فالون‌گونگ را به قتل رسانده است. بخشی از این گزارش در قالب کتابی با عنوان «قلب من فروشی نیست» در ایران به چاپ رسیده است.
اتان گاتمن، که یک خبرنگار تحقیقی است، به جمع‌آوری مدارک و شواهد دراین‌خصوص پرداخته است. براساس گزارش این خبرنگار، به‌نظر می‌رسد که برداشت اعضای بدن اقلیت‌های مذهبی از استان شین‌جیانگ در چین آغاز شده‌است که مسلمانان اویغور در آن سکونت دارند.
کتاب گاتمن در زمینهٔ برداشت اعضای بدن در چین، «کشتار: قتل‌عام دسته جمعی، برداشت اعضای بدن، و راز حل مشکل مخالفان چین» نام دارد.

## جمع‌آوری امضا برای پایان دادن به برداشت اعضای بدن از انسان‌های زنده
به منظور توقف در برداشت غیرقانونی اعضا در چین، مردم در سراسر دنیا دادخواستی را امضا می‌کنند که سیاست حزب کمونیست چین در زمینه برداشت اجباری اعضای بدن را محکوم می‌کند. این دادخواست برداشت اعضا از انسان‌های زنده را جنایتی علیه بشریت بر می‌شمرد و سکوت در برابر این جنایات را جرم می‌خواند. در این دادخواست‌ها مردم با امضای خود از دولت‌های کشورهای مدافع حقوق بشر خواهان عدم سکوت در برابر برداشت اعضای بدن که توسط حزب کمونیست چین صورت می‌گیرد هستند.